# Володимир Беекман
Володи́мир Бе́екман (*23 серпня 1929, Таллінн — †3 жовтня 2009, Таллінн) — естонський письменник і громадський діяч.
Закінчив 1953 Талліннський політехнічний інститут.
Автор поетичних збірок «Пісня про молодість» (1952), «Вітер у вересі» (1958), «Синій тюльпан» (1965), «Антидерево» (1969), «Година пік» (1971), поеми «Світло Східної Європи» (1963) тощо, романів «Транзитний пасажир» (1967), «Нічні льотчики» (1975), «І сто смертей» (1978), «Рік Осла» (1979), «Коридор» (1982), «Нарвський водоспад» (1984), книг подорожніх вражень.
Творчості Беекмана притаманна ліричність і пристрасна публіцистичність. Виступає як перекладач, зокрема творів українських поетів (Т. Шевченка, П. Тичини, Д. Білоуса, Р. Братуня тощо).
Українською мовою окремі твори Беекмана переклали О. Завгородній і В. Гримич.

## Твори
- Укр. перекл. — Поезії. К., 1981
- Рос. перекл. — Транзитный пассажир. М.,1972
- Море дождя и солнца. М., 1974
- На затылке земного шара. Таллин, 1983
- Коридор. Таллин, 1984
- И сто смертей.- Ночные летчики. М., 1985.